# Heather Brooke

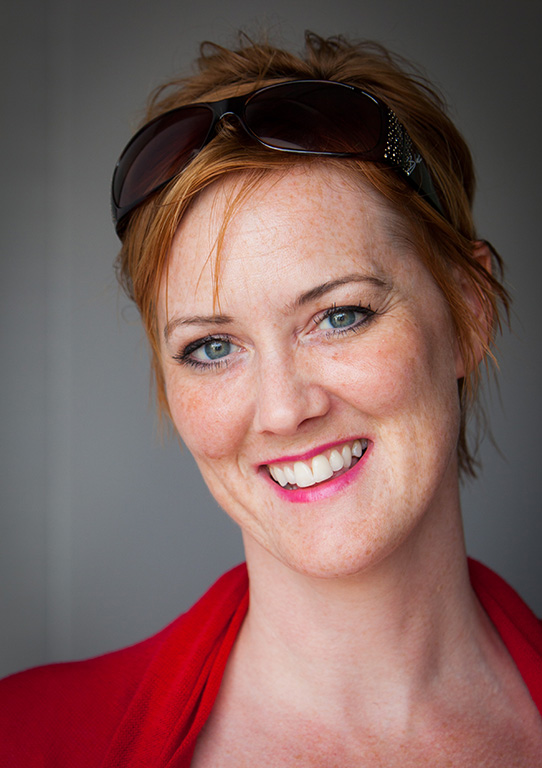
Heather Brooke (2012).

Heather Brooke, född i Pennsylvania 1970, är en journalist, författare och aktivist för informationsfrihet som bor i London. 
Hon är mest känd för sin kamp för att få de brittiska parlamentsledamöternas utgifter publicerade genom "Freedom of Information Act 2000". Denna kamp, som talmannen Michael Martin sökte förhindra, filmatiserades år 2000. Filmen, där hon själv medverkade i en biroll, fick namnet On Expenses. Heather Brooke har både amerikanskt och brittiskt medborgarskap.